# De Kleur van Toverij
De Kleur van Toverij (originele titel: The Colour of Magic) is het eerste boek uit de Schijfwereld-serie (originele titel: Discworld), geschreven door de Britse schrijver Terry Pratchett. Regisseur Vadim Jean bracht in 2008 de hierop gebaseerde, drie uur durende televisiefilm The Colour of Magic uit, waarin tevens opvolger The Light Fantastic is verwerkt.

## Thema's
Het boek is een persiflage op klassieke fantasy - thema's en meer in het bijzonder op het werk van Fritz Leiber (de "zwaarden"-reeks) en Anne McCaffrey (de Drakenrijders van Pern). In dit eerste werk van de serie overheerst het komische en absurde veel sterker dan in de latere boeken. Verschillende figuren die in verdere verhalen nog een grote rol zullen spelen, treden hier voor het eerst op, maar hun karakters zijn nog oppervlakkig uitgewerkt of sterk afwijkend. Het boek is in (drie grotere) hoofdstukken verdeeld - om het desnoods als drie afzonderlijke verhalen in een tijdschrift te hebben kunnen publiceren - iets wat Pratchett in de hoofdserie niet meer zou doen tot Posterijen.

## Eerste druk
Het boek werd in 1983 gepubliceerd in een zeer kleine oplage; slechts langzamerhand groeide de populariteit voldoende om een vervolg te overwegen. Een eerste druk (Collin Smythe, 1983) is tegenwoordig meer dan 5000 Britse Ponden (± € 7500,-) waard.

## Samenvatting
Kort samengevat gaat het boek over Tweebloesem (Engels: Twoflower), een onbekende man met "vier ogen" (vele fans denken dat hiermee een bril wordt bedoeld, maar volgens de cover heeft hij echt 4 ogen. Terry Pratchett heeft gezegd dat Tweebloesem inderdaad 4 ogen heeft, maar dat hij wel hield van het idee van een bril.), die als toerist op bezoek is in Ankh-Meurbork. Tweebloesem wordt overal gevolgd door De Bagage (Luggage). Hij zelf komt van het Agatese Rijk op het Tegenwichters Continent, een gebied van overvloedige rijkdom. Als hij arriveert in Ankh-Meurbork ontmoet hij Rinzwind, een cynische tovenaar van de laagste categorie. Tweebloesem blijkt verkoper te zijn van verzekeringen en de eigenaar van de herberg, waar Tweebloesem logeert, steekt zijn herberg in brand (hierbij een handje geholpen door De Dood) nadat hij een brandverzekering heeft afgesloten. Als gevolg hiervan brandt half Ankh-Meurbork af. Rinzwind wordt tegen zijn zin (maar verblind door hebzucht) de gids van Tweebloesem en laat hem het continent zien waar hij zelf woont. Op dit avontuur komen ze langs enorme spinnen, sprekende bomen, ontmoeten draken die alleen bestaan als je erin gelooft en uiteindelijk vallen ze in een enorm schip van het randje van de wereldschijf af. Hier stopt "De Kleur van Toverij" (The Colour of Magic). Hoe dit verhaal afloopt is te lezen in "Dat wonderbare licht" (The Light Fantastic).